# Caprichosos Saada Abi Chedid
O Grêmio Recreativo Escola de Samba Caprichosos Saada é uma escola de samba da cidade de Bragança Paulista, no interior do estado brasileiro de São Paulo.
Até 2010, era chamada Caprichosos Saada Abi Chedid.

## História
Em 2008, a representante da Caprichosos, Rosângela Alves Neto, foi escolhida "Garota do Carnaval de Bragança" para 2009.
Em 2008, foi a terceira colocada do Grupo Especial.
Esteve por um ano afastada dos desfiles oficiais, e em sua volta, já com o novo nome, foi apenas a terceira colocada do grupo de acesso.

## Carnavais
| Ano             | Colocação    | Grupo        | Enredo                                                                                   | Carnavalesco         | Intérprete   | Ref.  |
| --------------- | ------------ | ------------ | ---------------------------------------------------------------------------------------- | -------------------- | ------------ | ----- |
| 1996            | Aprovada     | Avaliação    | Olinda: Folclóres, Costumes e Tradições                                                  | Noy Camilo           |              |       |
| 1997            | Não desfilou | Não desfilou | Não desfilou                                                                             | Não desfilou         | Não desfilou |       |
| 1998            | Campeã       | Acesso       |                                                                                          | Sandra Helena Bastos |              |       |
| 1999            | 7° colocada  | Especial     | História de um Preto Velho                                                               | Sandra Helena Bastos |              |       |
| 2000            | 3° colocada  | Acesso       | Aquacity, o Reino Encantado de Netuno                                                    | Claudio Vachini      |              |       |
| 2001            | Campeã       | Acesso       | Cheiro de Amor                                                                           | Noy Camilo           |              |       |
| 2002            | 4° colocada  | Especial     | Volta ao Mundo em 50 Minutos                                                             | Noy Camilo           |              |       |
| 2003            | 4° colocada  | Especial     | Astrologia, a Simbologia da Criação                                                      | Noy Camilo           |              |       |
| 2004            | Vice-Campeã  | Especial     | Do Entardecer ao Glamour da Noite: das Luzes, das Festas, dos Sonhos                     | Noy Camilo           |              |       |
| 2005            | 4° colocada  | Especial     | Quem Te Viu, Quem TV                                                                     | Noy Camilo           |              |       |
| 2006            | 4° colocada  | Especial     | Caprichosos Sem Preconceito: Viva e Deixe Viver                                          | Noy Camilo           |              |       |
| 2007            | Vice-Campeã  | Especial     | Voa Caprichosos Que o Céu Não é o Limite                                                 | Noy Camilo           |              |       |
| 2008            | 3° colocada  | Especial     | A Arte da Transformação: Do Lixo em Luxo, da Lata em Prata                               | Cristiano Lima       |              | [ 3 ] |
| 2009            | 3° colocada  | Especial     | A Sinfonia do Saber: Entre Sons e Silêncio, Resgatando a Música na Educação              | Cristiano Lima       |              |       |
| 2010            | 3° colocada  | Especial     | Danças, Ritmos e Festas: a Miscigenação da Cultura Brasileira                            | Cristiano Lima       |              |       |
| 2011            | Não desfilou | Não desfilou | Não desfilou                                                                             | Não desfilou         | Não desfilou |       |
| 2012            | 4ª colocada  | Acesso       | O Sanfoneiro que Cantou e Amou seu Povo e a Vida do Sertão: Luiz Gonzaga, o Rei do Baião | Comissão de carnaval |              | [ 4 ] |
| 2013-atualidade | Não desfilou | Não desfilou | Não desfilou                                                                             | Não desfilou         | Não desfilou |       |